# Sint-Franciscuskerk (Doddendaal)
De Sint-Franciscuskerk of Paterskerk was een rooms-katholiek kerkgebouw in de Nederlandse stad Nijmegen. Het was een kruiskerk in laat-gotische stijl.
De kerk stond aan de toenmalige Doddendaal 49, dicht bij de Parkweg en het Kronenburgerpark.
De straatnaam Doddendaal is in het gewijzigde stratenplan van Nijmegen tijdens de naoorlogse wederopbouw opnieuw toegekend (zie verder Doddendaal (Nijmegen)#Gewijzigd stratenplan). De Franciscuskerk aan de Doddendaal heeft dus nooit precies aan de huidige Doddendaal gestaan.

## Geschiedenis

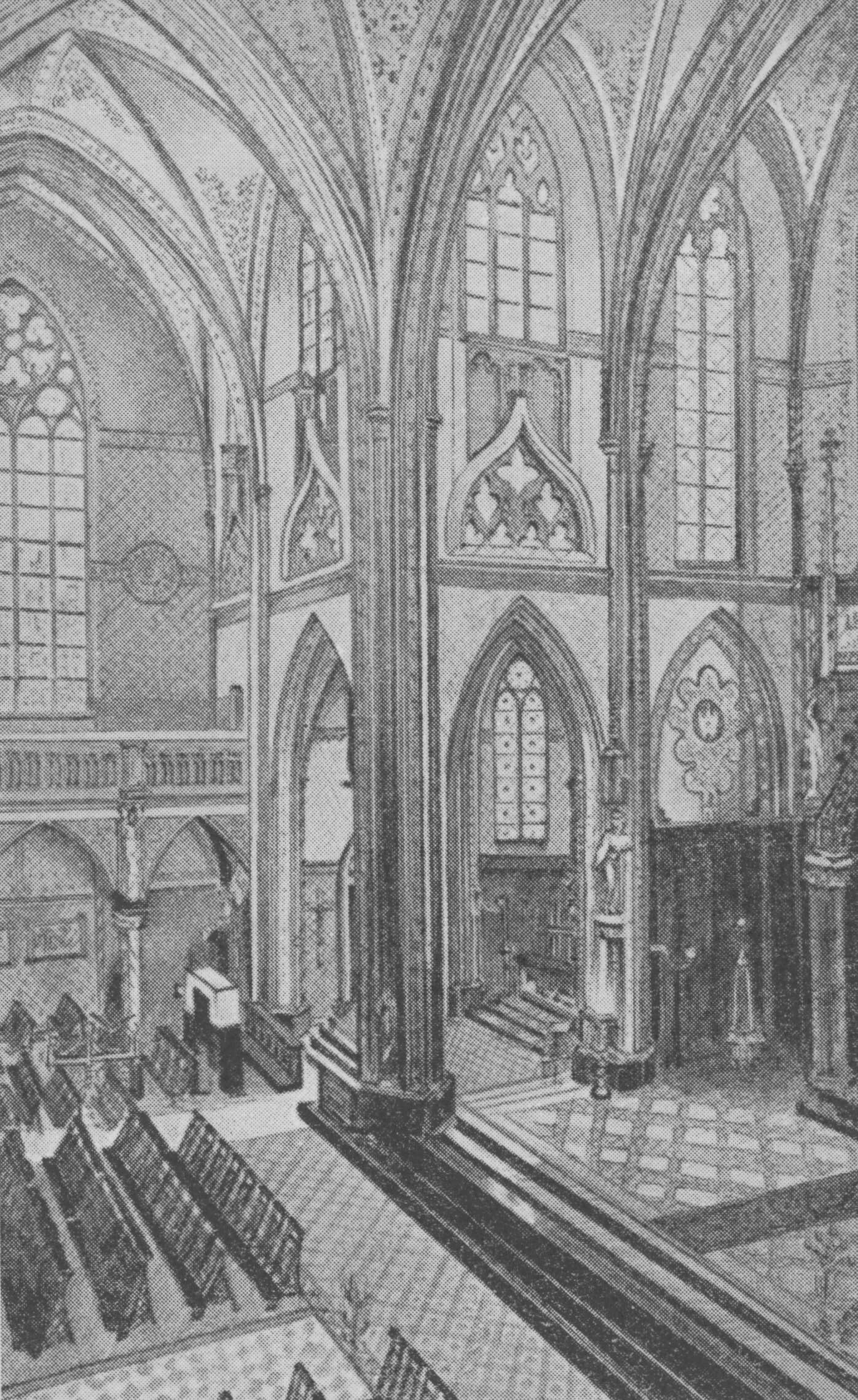
Het interieur van de kerk, 1915

De kerk werd gebouwd in de periode 1880-1882, naar een ontwerp van Cornelis van Dijk, op de plek waar eerst enkele woningen en erven en de Apothekershof stonden. De bouwer was deken Joannus Cornelius Broekmeijer.
De kerk verving een 18-eeuws schuilkerkje dat aan de Houtstraat had gestaan. Op 31 juli 1882 werd de kerk ingewijd door bisschop Adrianus Godschalk.
De kerk herbergde een reliek van de beschermheilige Donatus van Münstereifel, dat de Nijmeegse franciscanen op 5 juni 1789 van een particulier in bezit hadden gekregen. Vanwege dit reliek kwamen er af en toe nog pelgrims naar de kerk. De kerk herbergde bovendien een beeld van Donatus. 

### Verwoesting tijdens WOII
Bij het geallieerde bombardement op de Nijmeegse binnenstad van 22 februari 1944 werd het oostelijke stuk van de oude straat Doddendaal vol getroffen, waaronder ook de Franciscuskerk. De pastorie werd geheel verwoest. Hier bevonden zich op dat moment de pastoor en twee paters, evenals een knecht en een dienstbode. Een andere pater die zich in de kerktuin bevond overleed eveneens toen de muur van de instortende pastorie op hem belandde. Ook het orgel in de kerk ging verloren, net als het Donatus-reliek en de rest van het interieur.
Het kerkgebouw als geheel bleek hierna onherstelbaar beschadigd en de ruïne werd nog datzelfde jaar afgebroken. 
Van de overige bebouwing aan de Doddendaal bleef na het bombardement alleen in het westen een stukje over. In het Nijmeegse centrum werden bij hetzelfde bombardement nog drie andere kerken verwoest.

## Vervangende kerken na WOII
Ongeveer op de plek waar de Franciscuskerk had gestaan, bouwde men in 1950 voor de karmelieten een nieuwe kerk, ter vervanging van de kerk aan de Augustijnenstraat die eveneens door het bombardement was verwoest. Deze karmelietenkerk is inmiddels ook weer verdwenen.
Aan de Heiweg (wijk Hatertse Hei) werd in 1950 ook een vervangende Sint-Franciscuskerk in gebruik genomen.